# Słowenistyka
Słowenistyka – dyscyplina zajmująca się badaniem literatury, języka i kultury słoweńskiej. Stanowi część slawistyki.
Najstarszą jednostką prowadzącą studia na tym kierunku na terytorium słoweńskim jest Uniwersytet Lublański, której początki datuje się na 1919 rok. W Polsce studia na tym kierunku oferują:
- Uniwersytet Warszawski (od 1993)[4],
- Uniwersytet Śląski (od 1991; wcześniej od 1974 jako lektorat)[5],
- Uniwersytet Łódzki (od 1997)[6].